# 西蓮寺 (伊賀市)
西蓮寺（さいれんじ）は、三重県伊賀市にある天台真盛宗の別格中本山。山号は医王山。本尊は阿弥陀如来。

## 歴史
この寺は、創建年代については不詳であるが、もと補陀落寺の一堂として建立されたもので、室町時代後期の延徳年間（1489年 - 1492年）天台宗真盛派の祖真盛がこの堂を寺に改めて西蓮寺と号した。真盛はこの寺で別時念仏を修したが、この寺で没している。江戸時代には藤堂氏の帰依を得た。

## 文化財

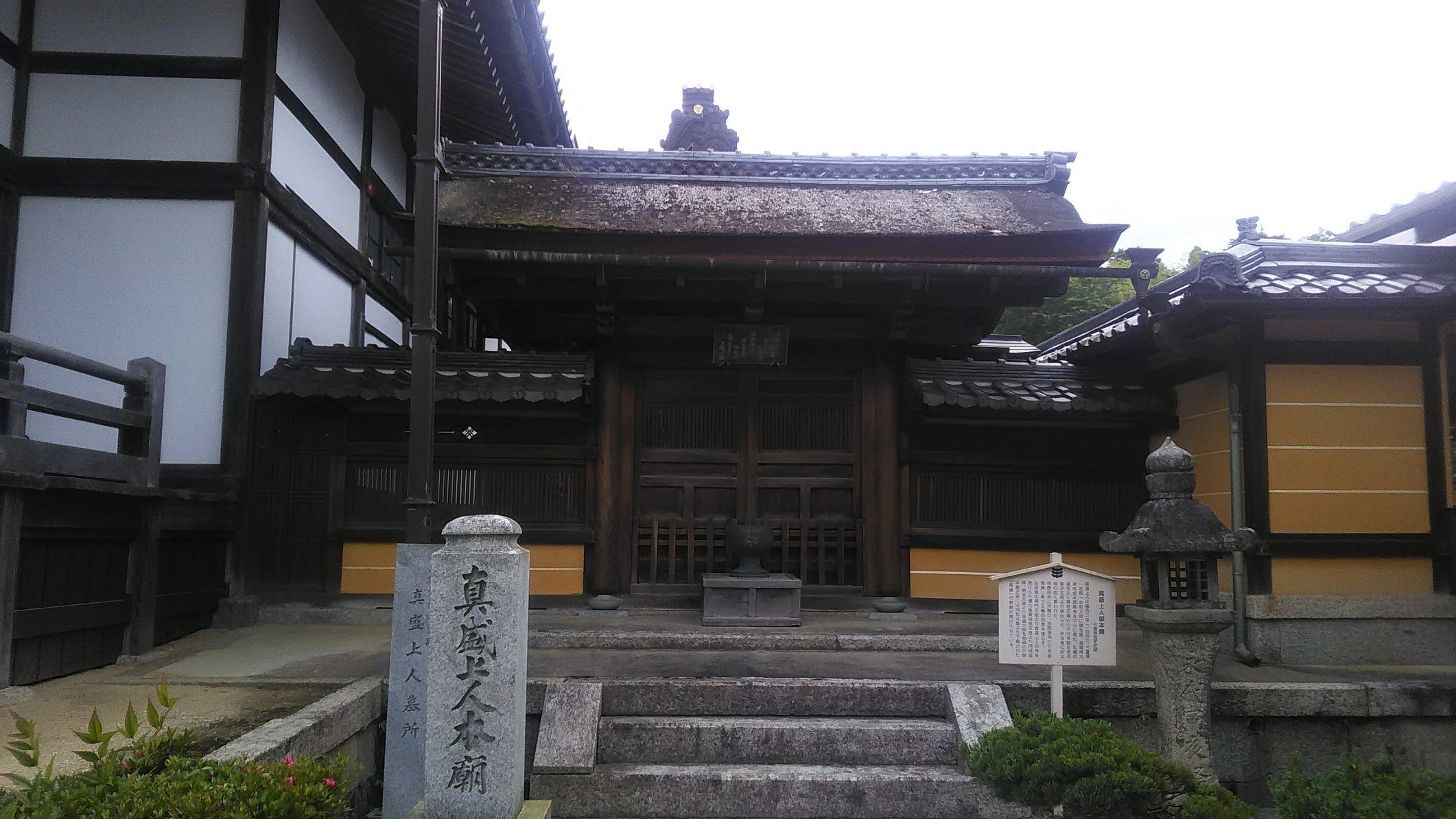
真盛廟
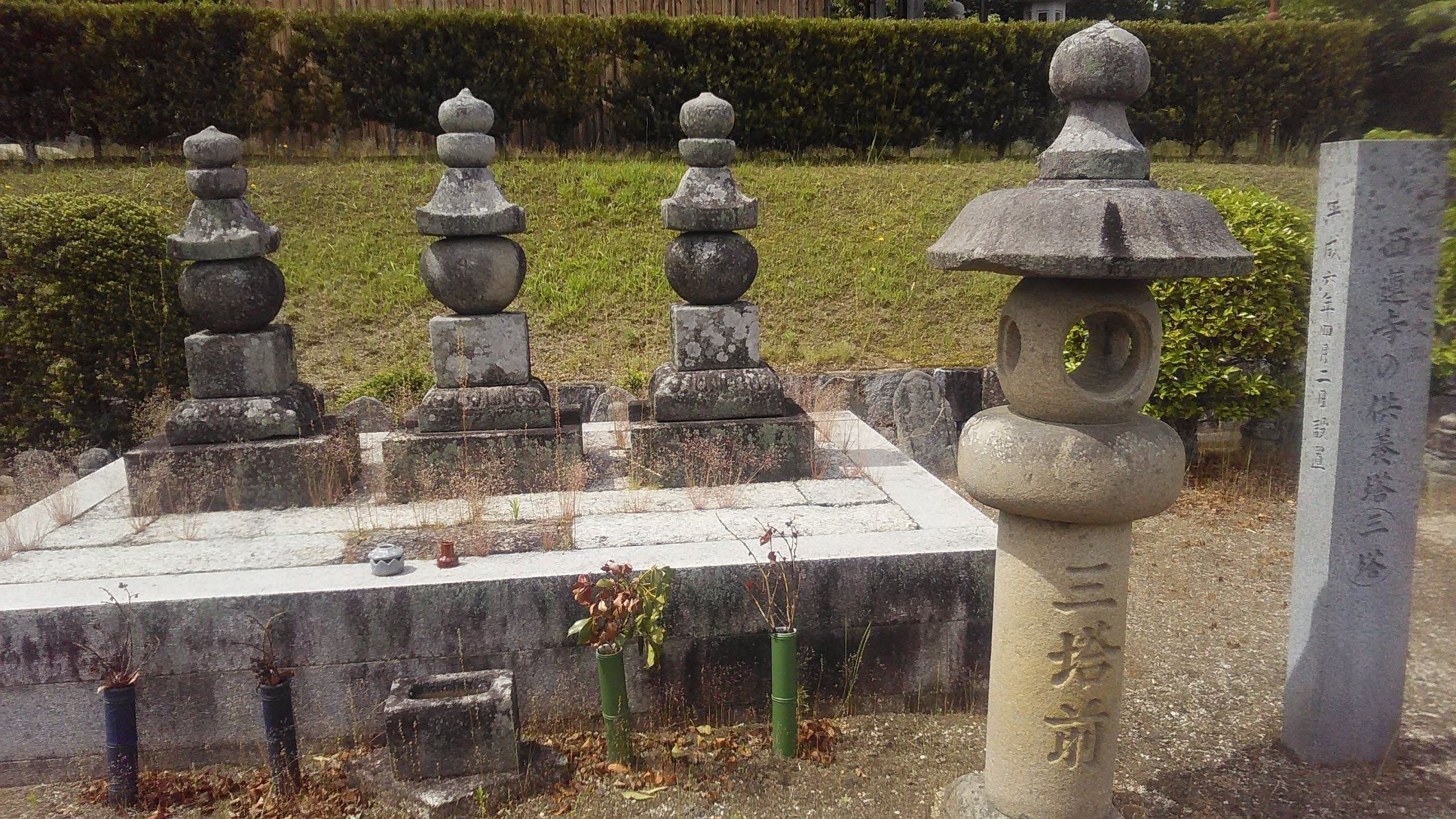
西蓮寺の供養塔
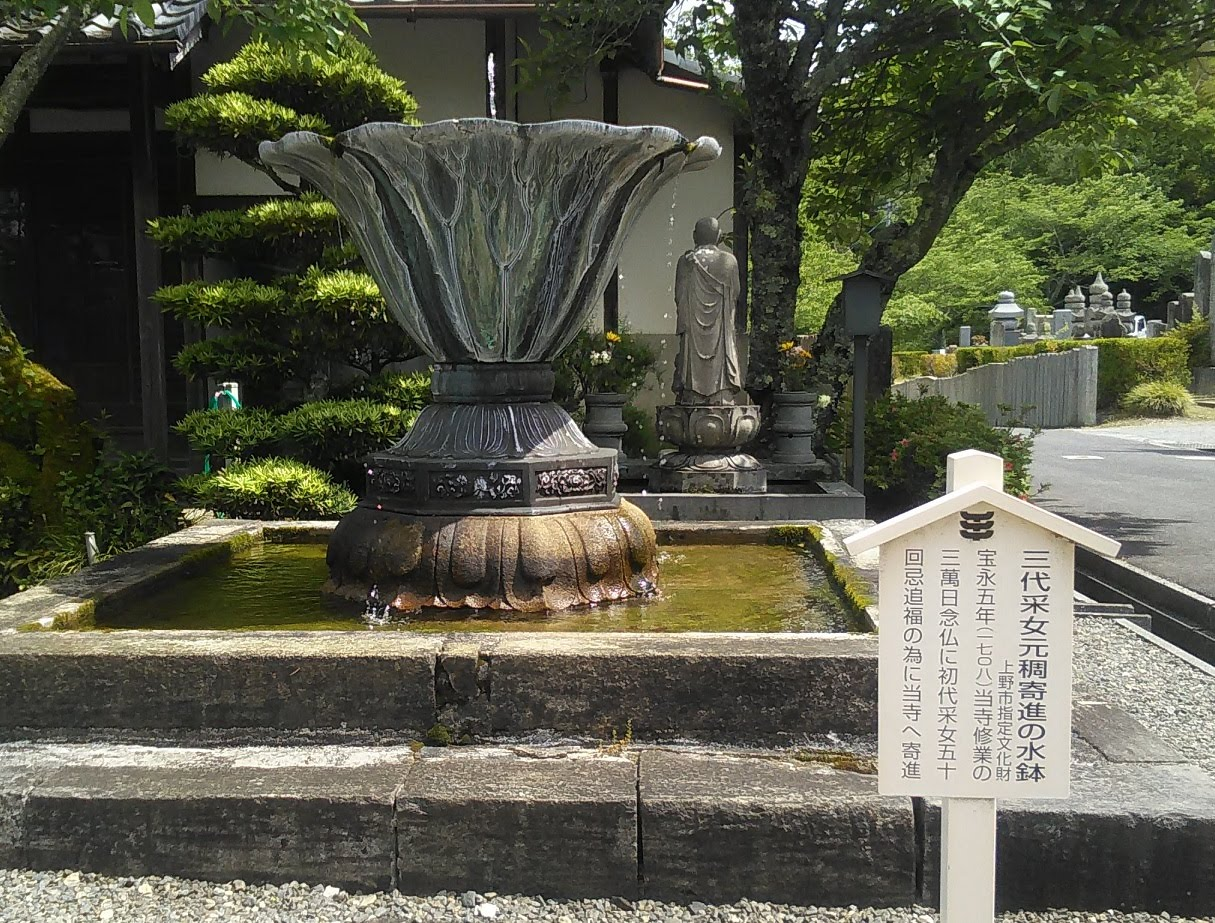
蓮葉形銅製水鉢
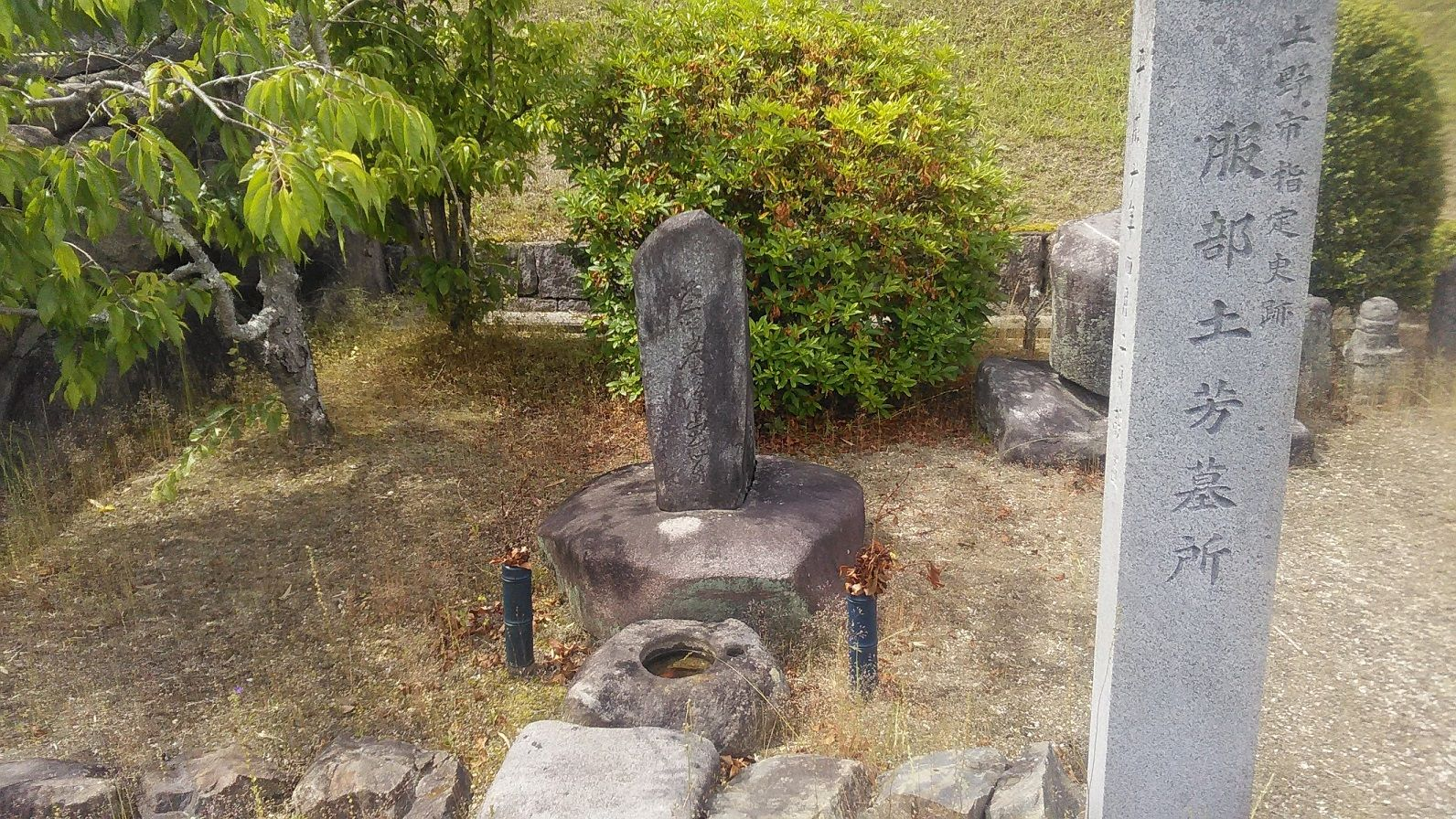
服部土芳墓所
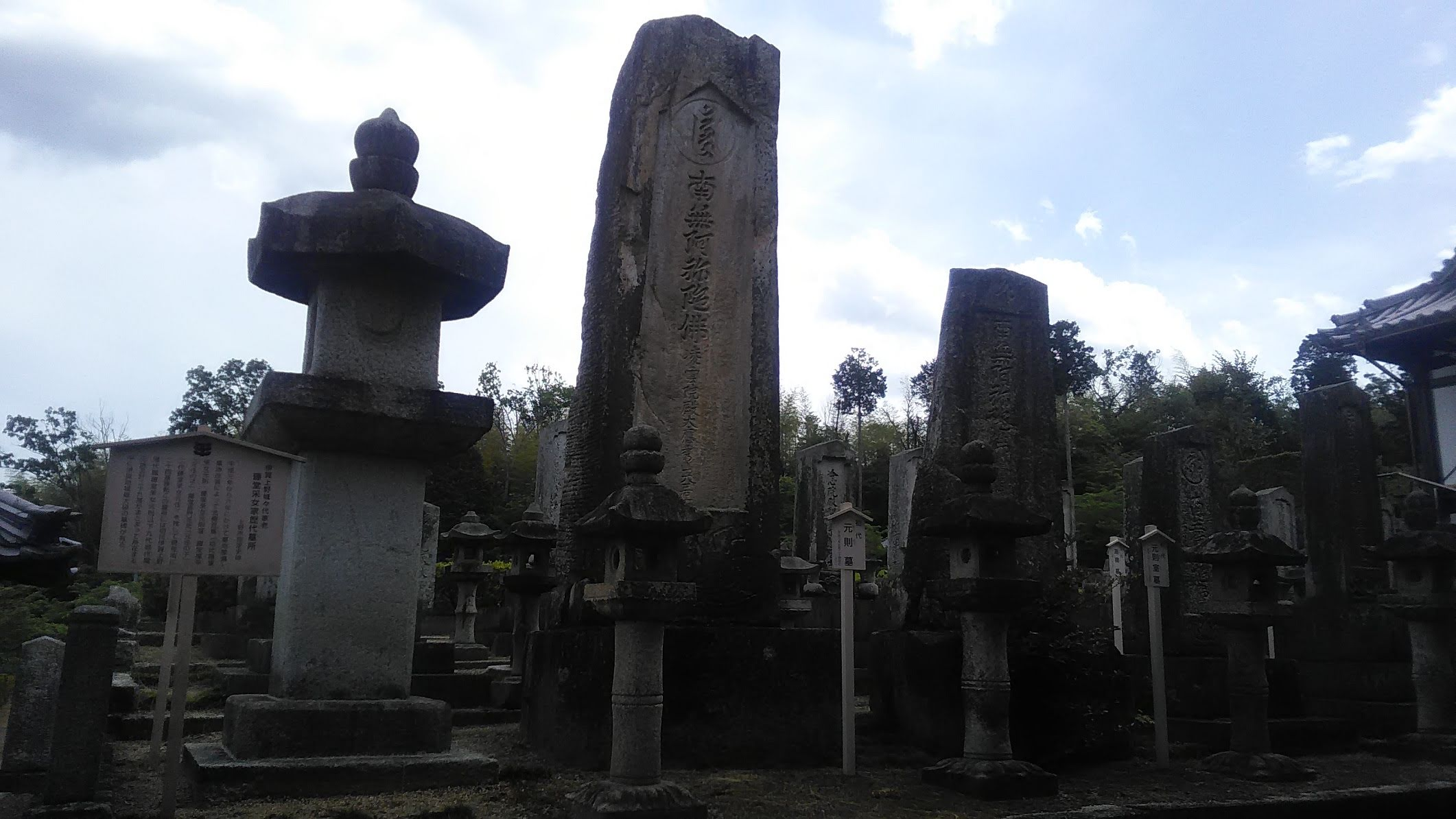
藤堂采女家歴代墓所
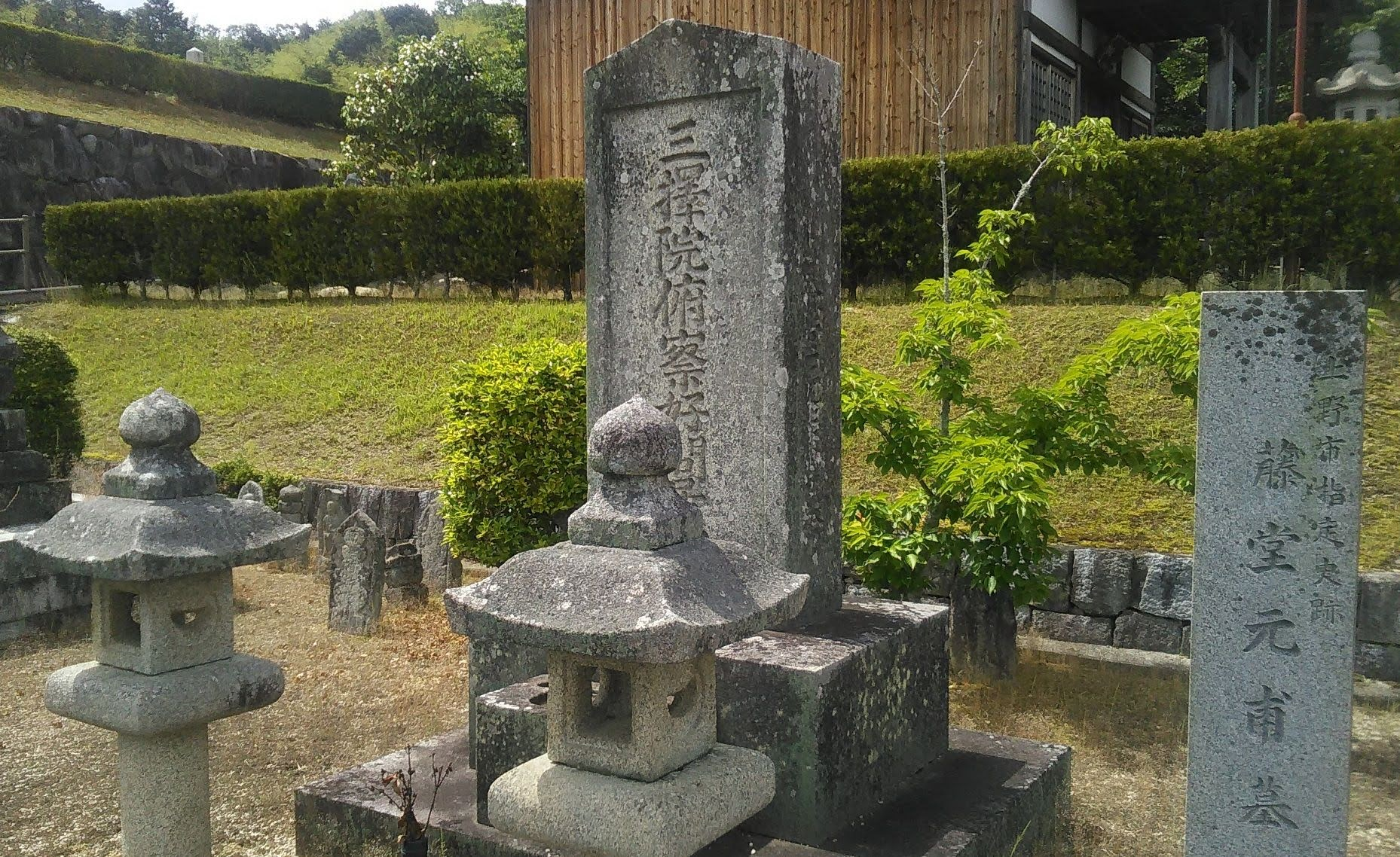
藤堂元甫墓所

- 重要文化財（国指定）
  - 絹本著色藤堂高虎像
- 三重県指定文化財
  - 絹本著色星曼荼羅図
  - 絹本著色地蔵十王図11幅
  - 木造不動明王立像
  - 木造阿弥陀如来坐像
  - 木造薬師如来坐像
  - 紙本墨書真盛自筆消息
- 三重県指定史跡
  - 西蓮寺の供養塔
  - 真盛廟

- 伊賀市指定文化財
  - 藤堂采女家歴代墓所
  - 藤堂元甫墓所
  - 服部土芳墓所
  - 蓮葉形銅製水鉢
  - 石燈籠
  - 鐘楼門
  - 伝如来荒神像
  - 医王山西蓮寺眺望詞并八景吟
  - 曾我蕭白筆鳥獣人物画押絵貼屏風

- 真盛廟
- 西蓮寺の供養塔
- 蓮葉形銅製水鉢
- 服部土芳墓所
- 藤堂采女家歴代墓所
- 藤堂元甫墓所